# 켐프가시쥐
켐프가시쥐(Acomys kempi)는 쥐과에 속하는 설치류이다. 케냐와 소말리아, 탄자니아에서 발견된다. 자연 서식지는 건조 사바나 지역과 암반 지대이다. 모낭과 피부, 땀샘, 털 그리고 연골을 포함하여 손상된 조직을 완전히 재생할 수 있는 두 종의 포유류 중 하나로 알려져 있으며, 나머지 한 종은 퍼시벌가시쥐이다.